# The Lustful Turk
The Lustful Turk, or Lascivous Scenes from a Harem est un roman épistolaire britannique pré-victorien, publié d'abord anonymement en 1828, par John Benjamin Brookes, et réimprimé par William Dugdale (en). Il était peu connu jusqu'à l'édition de 1893.

## Intrigue
Le roman est composé d'une série de lettres écrites par son héroïne, Emily Barlow, captive à Alger, à son amie, Sylvia Carey.
En juin 1814, lors d'un voyage d'Angleterre vers l'Inde, Emily est capturée par des pirates barbaresques maures et emmenée à Alger au harem d'Ali (très probablement une référence à Hadj Ali Dey, qui fut bey d'Alger de 1809 à 1815). Ali la viole, éveillant sa passion sexuelle. L'humiliation d'Emily continue lorsque Ali insiste sur la pratique de la sodomie. Cela suscite l'horreur de sa correspondante, Sylvia, qui exprime son indignation vis-à-vis du comportement d'Ali dans une lettre que ce dernier intercepte. Irrité par l'attitude de Sylvia, Ali organise son enlèvement, de sorte que celle-ci soit amenée au marché des esclaves d'Alger. Au terme d'une mascarade, au cours de laquelle Ali se fait passer pour un Français prétendant la sauver de l'esclavage sexuel en l'épousant lors d'un mariage arrangé, Ali parvient à la garder en détention dans son harem, et la viole, éveillant sa sexualité, comme avec Emily. Révélant sa véritable identité, Ali jouit des deux jeunes femmes. Cette idylle sexuelle se termine quand une nouvelle venue dans le harem, allant subir un nouveau viol anal, sectionne le pénis du dey avec un couteau puis se suicide. Le dey fait cadeau de « his lost members preserved in spirits of wine in glass vases » à Emily et Sylvia et les renvoie en Angleterre en témoignage de son affection.
Le roman intègre aussi des récits concernant les mésaventures érotiques de trois autres filles emprisonnées dans le harem, et le sort de la servante d'Emily, Eliza, qui, donnée au bey de Tunis par Ali, sera enchaînée, fouettée et violée à son tour.
Ce livre a été l'un de ceux condamnés pour obscénité par le lord juge en chef John Campbell quand Dugdale a été poursuivi en 1857.

## Influences
The Lustful Turk utilise les conventions de l'époque du roman sentimental et du roman gothique ; ses thèmes orientaux exotiques ont été influencés par la vie, les aventures et les écrits de Lord Byron. Il a, à son tour, influencé de nombreux autres ouvrages érotiques et le thème de la vierge initiée de force à des actes sexuels et qui, plus tard développe un appétit charnel hors du commun, sera souvent repris dans les œuvres érotiques ultérieures comme The Way of a Man with a Maid (en), une œuvre classique d'érotisme victorien qui narre la séduction d'une jeune fille, Alice, par un gentleman, May's Account of Her Introduction to the Art of Love, d'abord publié par The Pearl (en) et Le Cheikh écrit par Edith Maude Hull, publié en 1921.

## Adaptations
Une adaptation cinématographique de The Lust Turk, dont le scénario a été écrit par David F. Friedman a été réalisée en 1968 par Byron Mabe, avec Abbe Rentz, Linda Stiles et Gee Gentell.
- 1970 : Der lüsterne Türke (de) de Erwin C. Dietrich, avec Ingrid Steeger

Dans le roman à énigme Die for love de Elizabeth Peters, les emprunts à The Lustful Turk jouent un rôle mineur dans l'intrigue.

## Orientalisme
Alors que Steven Marcus a utilisé The Lustful Turk dans sa construction du royaume de fiction Pornotopia (en) dans l'érotisme victorien, des auteurs ultérieurs ont souligné l'importance du cadre de l'orientalisme dans la production d’œuvres plus sexualisées, définissant le harem comme une sorte d'école d'érotisme.